# آن (شخصیت)
آن (به انگلیسی: It) که با اسامی دیگری همچون پنی‌وایز (به انگلیسی: Pennywise) نیز شناخته می‌شود، یک شخصیت تخیلی در رمان ترسناک آن نوشته استیون کینگ است. پنی‌وایز موجودی است که ماهیت مشخصی ندارد ولی در طی داستان بیشتر به شکل دلقک ظاهر می‌شود. محل زندگی او در شهر دری در ایالت مین آمریکاست، جایی که اتفاقات بیشتر کتاب‌های استفن کینگ نیز در آن رخ می‌دهد. پنی‌وایز هر ۲۷ سال یکبار از خواب طولانی خود بیدار شده و با شکار کردن بچه‌ها از ترس آن‌ها تغذیه می‌کند تا بتواند به زندگی خود ادامه بدهد. با اینکه او خود را به شکلی ظاهر می‌کند که قربانی بیشتر از هرچیزی از آن واهمه دارد اما بیشتر از همه به شکل یک دلقک ترسناک خود را نشان می‌دهد. پنی‌وایز توانایی‌هایی همچون تغییر شکل دارد و همچنین می‌تواند با استفاده از قدرت‌هایش بر روی ذهن افراد نیز تأثیر بگذارد و آن‌ها را وادار به انجام کارهایی نظیر قتل کند.
استفن کینگ در طی مصاحبه‌ای در سال ۲۰۱۳ و در جواب به اینکه ایده اصلی این شخصیت از کجا به ذهنش آمده گفت: «یادم است از خودم پرسیدم که کودکان بیشتر از هر چیز در دنیا از چه چیزی وحشت دارند؟ بله عجیب است اما پاسخی که به ذهن رسید دلقکها بودند. همه در بچگی وقتی برای اولین بار یک دلقک را می‌بینیم به خاطر ظاهر و گریمی که بر روی صورتشان است در ناخودآگاه از آن‌ها می‌ترسیم. برای همین هم تصمیم گرفتم پنی‌وایز را این‌گونه طراحی کنم».
کینگ همچنین اعلام کرد که ایده زندگی کردن پنی‌وایز در فاضلاب را از داستان کلاسیک سه بز خشن بیلی الهام گرفته‌است.
تاکنون دو بازیگر در دو اقتباسی که از روی این رمان صورت گرفته‌است در نقش پنی‌وایز ظاهر شده‌اند. تیم کوری در مینی سریالی که در سال ۱۹۹۰ ساخته شد نقش این شخصیت را بازی کرد. گرچه بازی تیم کوری در نقش آن با استقبال مواجه شد اما خود مینی سریال توجهات چندانی را جلب نکرد.
در اقتباس سال ۲۰۱۷ نیز که با عنوان آن ساخته شد، بیل اسکارشگورد نقش پنی‌وایز را ایفا کرد. هم بازی اسکارشگورد و هم خود فیلم با استقبال بسیار بالایی از سوی منتقدان و تماشاگران همراه بود. فیلم آن هم‌اکنون پرفروش فیلم ترسناک تاریخ سینما است و منتقدان آن را یکی از بهترین اقتباس‌هایی می‌دانند که تاکنون از کارهای استفن کینگ انجام شده‌است. بیل اسکارشگورد در دنباله فیلم آن که در سال ۲۰۱۹ اکران شد دوباره در نقش پنی‌وایز ظاهر شد.

## پیدایش

### رمان

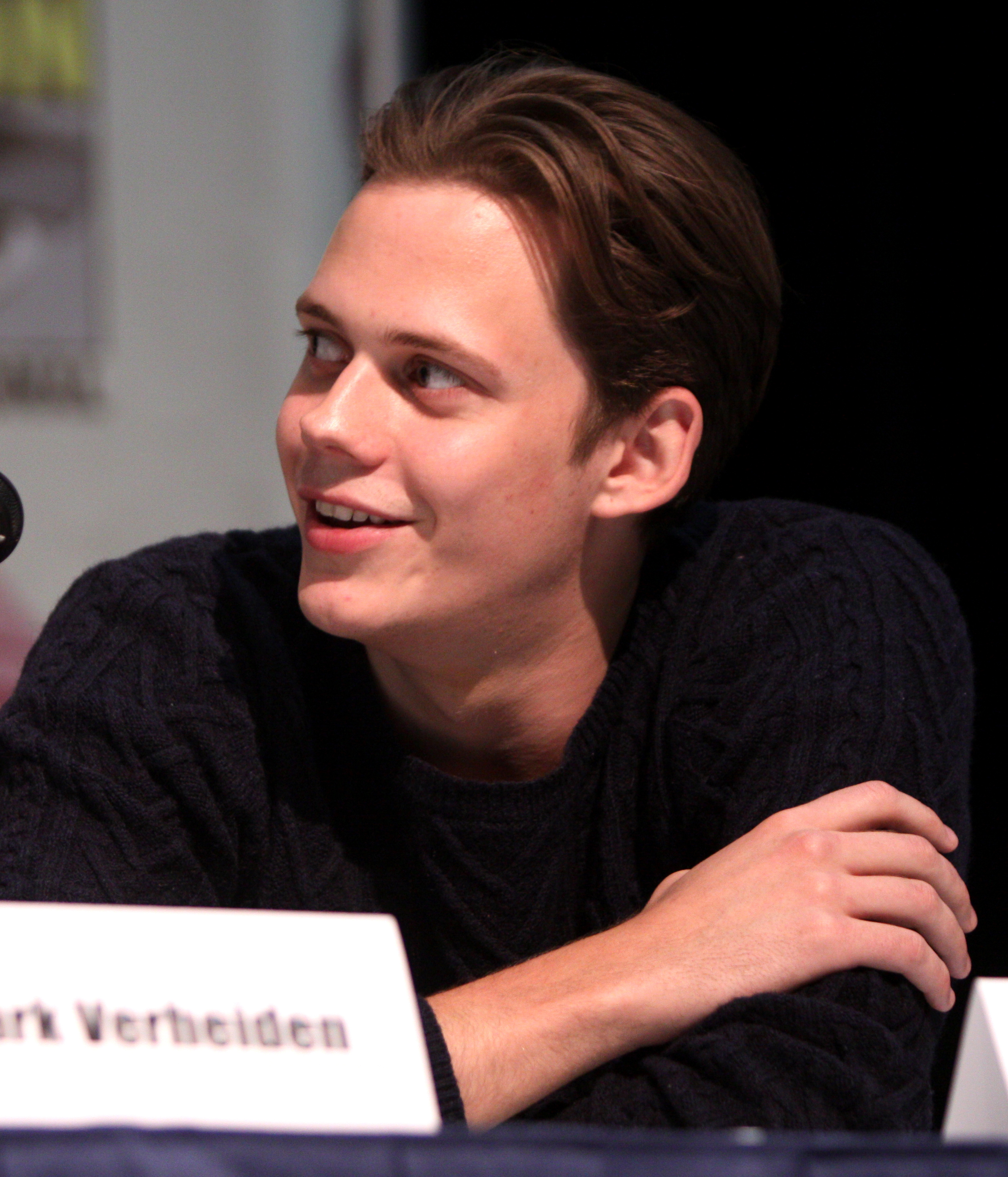
بیل اسکارشگورد در اقتباس سال ۲۰۱۷ در نقش آن ظاهر شد.

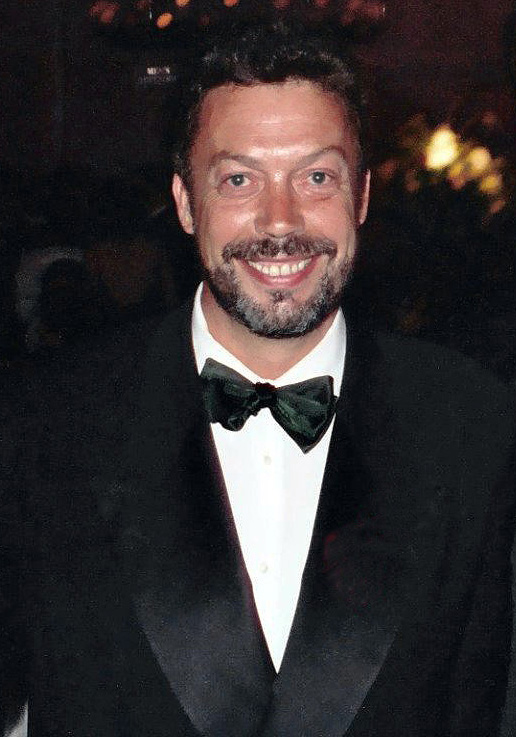
نقش پنی‌وایز را در مینی سریال سال ۹۰ تیم کوری ایفا کرده‌است.

در رمان، طبق اطلاعاتی که نویسنده به خواننده می‌دهد مشخص می‌شود که پنی‌وایز در واقع یک اهریمن است که قدمت باستانی دارد. پس از آمدن به زمین، پنی‌وایز به یک خواب طولانی حدود ۳۰ ساله (باتوجه به چیزی که در کتاب عنوان می‌شود زمان ۲۷ سال است اما این هم قطعی نیست) فرومی‌رود و سپس برمیخزد تا با شکار کردن انسان‌ها (به‌طور عمده کودکان و نوجوانان) و تغذیه کردن از ترس آن‌ها بتواند به حیات خود ادامه بدهد. پنی‌وایز برای اینکه به هدفش برسد خود را به شکل چیزی در میاورد که فرد بیش از همه از آن می‌ترسد.
با آنکه پنی‌وایز در طول داستان بیشتر خود را به صورت یک دلقک نشان می‌دهد، اما ماهیت یا حتی جنسیت او به‌طور کامل مشخص نیست. در طول کتاب و با توجه به اطلاعاتی که شخصیت‌های اصلی داستان پیدا می‌کنند، عنوان می‌شود که نام اصلی پنی‌وایز، باب خاکستری است هر چند که بچه‌ها در طول کتاب همیشه با عنوان آن از پنی‌وایز نام می‌برند، چون ماهیت اصلی او را نمی‌دانند. با آنکه جنسیت پنی‌وایز ظاهراً مرد است اما باشگاه بازندگان در بخش‌هایی از داستان گمان می‌کنند که هویت واقعی او زن باشد. این گمان موقعی تقویت شد که شخصیت بیلی در در بخشی از داستان با پنی‌وایز برخورد می‌کند که خود را به شکل یک عنکبوت ماده درآورده است. در واقع تنها چیزی که در مورد پنی‌وایز با اطمینان می‌توان گفت این است که برای بقا به ترس‌های انسان‌ها نیاز دارد.
پنی‌وایز تنها پدیده عجیب دنیای رمان آن نیست. در داستان اشاره می‌شود که موجودات و اهریمن‌های دیگری هم در دنیای ما زندگی می‌کنند. موجوداتی که حتی خود پنی‌وایز هم از آن‌ها وحشت دارد. پنی‌وایز در طی رمان دو بار در مقابل افراد باشگاه بازندگان قرار می‌گیرد. اولین بار زمان کودکی آنهاست که برایشان مشکلات زیادی ایجاد می‌کند. پنی‌وایز، جورجی، برادر بیلی شخصیت اصلی داستان را به قتل می‌رساند و برای همیشه بیلی را به دشمن قسم خورده‌اش تبدیل می‌کند. رویارویی دوم پنی‌وایز با باشگاه بازندگان نیز در زمان بزرگسالی آنهاست. جایی که پنی‌وایز از خواب ۲۷ ساله خود بیدار شده و باشگاه بازندگان که حالا هرکدام برای خود زندگی شخصی دارند دوباره مجبور می‌شوند با ترس‌های دوران کودکی خود مواجه شوند.

### اقتباس‌ها
در طی دو اقتباسی که از این رمان به عمل آمده دو نفر در نقش پنی‌وایز بازی کرده‌اند. تیم کوری در مینی سریالی که در سال ۱۹۹۰ ساخته شد و بیل اسکارشگورد هم در اقتباس سینمایی ۲۰۱۷ نقش این دلقک را بازی کرده‌اند. پیش از اسکارشگورد قرار بود ویل پولتر در این نقش بازی کند اما او قبول نکرد و در نتیجه اسکارشگورد جایگزین او شد. شخصیت پردازی پنی‌وایز در اقتباس‌ها تقریباً مشابه کتاب است و فرق چندانی به رمان ندارد.

### دیگر رسانه‌ها
شخصیت پنی‌وایز به سرعت در میان مردم محبوب شد و به فرهنگ عامه راه پیدا کرد. در بسیاری از برنامه‌ها و نمایش‌ها مثل انیمیشن سیمپسون‌ها یا برنامه پخش زنده شنبه شب به این شخصیت اشاره و با آن شوخی شد. پنی‌وایز تبدیل به یک شخصیت الهام بخش برای دیگر نویسندگان شد و تأثیر بسیار زیادی بر روی کارهای بعد خود گذاشت. از جمله اینکه جی.کی. رولینگ نویسنده مشهور سری داستان‌های پرفروش هری پاتر اعلام کرده که موجودات باگت در داستان‌های هری پاتر را (موجودی که خود را به شکل بدترین ترس قربانی در میاورد) از شخصیت پنی‌وایز الهام گرفته‌است.

## بازخورد
شخصیت پنی‌وایز از سوی اکثر رسانه‌ها همچون گاردین به عنوان یکی از بهترین شخصیت‌های منفی داستانی انتخاب شده‌است و بسیاری آن را بهترین و البته ترسناک‌ترین دلقکی می‌دانند که تاکنون پایش به دنیای ادبیات و سینما باز شده‌است. ماهنامه آتلانیتک در مطلبی نوشت: «بهترین و ترسناک‌ترین نکته دربارهٔ پنی‌وایز این است که چگونه بدترین ترس‌های درونی کودکان را پیدا و از آن‌ها علیه خودشان استفاده می‌کند. ترس‌هایی که کلیشه‌ای نبوده و ربطی به مارها و عنکبوت‌ها ندارند. پنی‌وایز می‌داند ترس‌های عمیقی تری در وجود هر کسی است. مثل ترسی که بورلی از پدرش دارد یا ترس و عذاب وجدانی که بیلی نسبت به سرنوشت برادرش جرج دارد.» میکیتا بروتمن، محقق اجتماعی هم در مطلبی نوشت: «پنی‌وایز یکی ترسناک‌ترین شخصیت‌هایی است که تاکنون خلق شده‌است. دلقکی که به نوعی می‌تواند نماد ترس‌های اجتماعی جامعه جوانان آمریکا باشد. این چیزی است که پنی‌وایز را خاص کرده. او ترس‌هایی ایجاد می‌کند که ریشه در واقعیت دارند نه ریشه در افسانه‌ها.» بسیاری از منتقدان و افراد دیگر در نوشته‌هایی شخصیت پنی‌وایز را ستودند و از آن به عنوان یکی از الهام بخش‌ترین شخصیت‌های ادبیات داستانی در تاریخ نام بردند.